# Jamie Salé

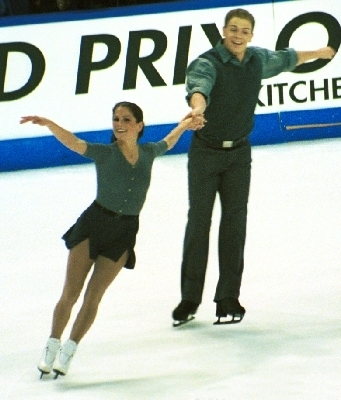
Jamie Salé och David Pelletier.

Jamie Rae Salé, född 21 april 1977 i Calgary, Alberta, är en kanadensisk före detta konståkare som var mest framgångsrik i paråkning tillsammans med David Pelletier och vann OS-guld i 2002 års olympiska vinterspel i Salt Lake City i Utah och guld i 2001 års världsmästerskap i konståkning.
Hon var gift med Pelletier mellan 2005 och 2010 och sedan 2012 gift med den före detta ishockeyspelaren Craig Simpson, som vann två Stanley Cup under sin aktiva spelarkarriär. Hon är också svärmor till ishockeyspelaren Dillon Simpson, som är son till maken Craig från tidigare äktenskap, och som spelar inom Edmonton Oilers i National Hockey League (NHL).